# Список кардиналов, возведённых папой римским Григорием XIII

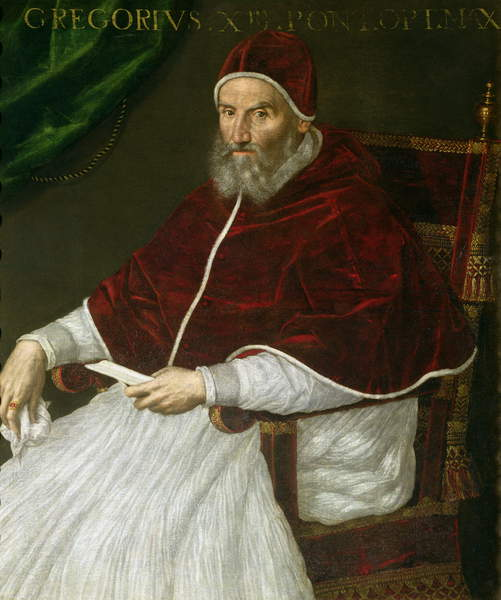
Папа Григорий XIII

Кардиналы, возведённые Папой римским Григорием XIII — 34 прелата, клирика и мирянина были возведены в сан кардинала на восьми Консисториях за тринадцатилетний понтификат Григория XIII.
Самой большой консисторией была Консистория от 12 декабря 1583 года, на которой было назначено восемь кардиналов.

## Консистория от 2 июня 1572 года
- Филиппо Бонкомпаньи, племянник Его Святейшества, болонский клирик (Папская область).

## Консистория от 5 июля 1574 года
- Филиппо Гваставиллани, племянник Его Святейшества, болонский клирик (Папская область).

## Консистория от 19 ноября 1576 года
- Андреас Австрийский, сын эрцгерцога Фердинанда Австрийского (эрцгерцогство Австрия).

## Консистория от 3 марта 1577 года
- Альбрехт Австрийский, эрцгерцог Австрийский, сын императора Максимилиана II (Священная Римская империя).

## Консистория от 21 февраля 1578 года
- Алессандро Риарио, титулярный латинский патриарх Александрийский (Папская область);
- Клод де Лабом, архиепископ Безансона (Франш-Конте);
- Луи II Лотарингский, избранный архиепископ Реймса (королевство Франция);
- Герард ван Гроозебек, князь-епископ Льежа, (Льежское епископство);
- Педро де Деса, президент королевской Аудиенсии и Канцелярии Вальядолида (Испания);
- Фернандо де Толедо Оропесо, клирик Севильи (Испания);
- Рене де Бираг, канцлер Франции (королевство Франция);
- Шарль Лотарингский, брат королевы Франции (герцогство Лотарингия);
- Джованни Винченцо Гонзага, рыцарь Ордена госпитальеров Святого Иоанна Иерусалимского, приор Барлетты (Папская область).

## Консистория от 15 декабря 1578 года
- Гаспар де Кирога-и-Вела, архиепископ Толедо (Испания).

## Консистория от 12 декабря 1583 года
- Джованни Антонио Факкинетти де Нуче старший, титулярный латинский патриарх Иерусалимский (Папская область);
- Джамбаттиста Кастанья, бывший архиепископ Россано (Папская область);
- Алессандро Оттавиано Медичи, посол великого герцога Тосканского, архиепископ Флоренции (Великое герцогство Тосканское);
- Родриго де Кастро Осорио, архиепископ Севильи (Испания);
- Франсуа де Жуайез, архиепископ Нарбонна (королевство Франция);
- Микеле делла Торре, епископ Ченеды (Венецианская республика);
- Джулио Канани, епископ Адрии (герцогство Феррара);
- Никколо Сфондрати, епископ Кремоны (Миланское герцогство);
- Антонио Мария Сальвиати, бывший апостольский нунций во Франции (Папская область);
- Агостино Вальер, епископ Вероны (Венецианская республика);
- Винченцо Лауро, епископ Мондови, апостольский нунций при герцоге Савойском (Папская область);
- Филиппо Спинола, епископ Нолы (Папская область);
- Альберто Болоньетти, епископ Масса-Мариттимы, апостольский нунций в Польше (Папская область);
- Ежи Радзивилл, епископ Вильнюса, (Речь Посполитая);
- Маттьё Контрель, датарий Его Святейшества, каноник Ватиканской базилики (Папская область);
- Симеоне Тальявиа д’Арагонья, аббат (Папская область);
- Шипионе Ланчелотти, аудитор Трибунала Священной Римской Роты (Папская область);
- Карл II де Бурбон-Вандом, коадъютор архиепископа Руана (королевство Франция);
- Франческо Сфорца, римский клирик (Папская область).

## Консистория от 7 июля 1584 года
- Андраш Батори, посол Речи Посполитой при Святом Престоле (Речь Посполитая).